# Überabtastung
In der digitalen Signalverarbeitung stellt die Überabtastung (englisch Oversampling [oʊvɚˈsæmplɪŋ]) eine spezielle Form der Abtastung dar. Eine Überabtastung liegt dann vor, wenn ein Signal mit einer höheren Abtastrate bearbeitet wird, als für die Darstellung der Signalbandbreite benötigt wird. Das Gegenstück stellt die Unterabtastung dar.
Eine Überabtastung eines Signals kann in einigen Anwendungen der Signalverarbeitung Vorteile haben. Einige dieser Applikationen sind beispielsweise Digital-Analog-Umsetzer (DAC), Analog-Digital-Umsetzer (ADC) und Switched-Capacitor-Filter (SC-Filter).

## Funktionsweise
In der praktischen Umsetzung bezieht sich Überabtastung auf die Verwendung einer höheren Abtastrate als für den Betrieb des Analog-Digital-Umsetzers oder Digital-Analog-Umsetzers erforderlich ist, wodurch die Signalrate erhöht wird. Upsampling ist andererseits eine Ratenkonvertierung von einer Rate zu einer anderen willkürlichen Rate. Oversampling im Analog-Digital-Umsetzer gibt es schon seit geraumer Zeit, während Upsampling von Audiosignalen, das zu einer einfachen Ratenkonvertierung führt, relativ neu ist. Eine Ratenkonvertierung mitten in der digitalen Verarbeitung oder Upsampling sieht je nach konkreter Umsetzung etwas anders aus. Die einfachste dieser Implementierungen beinhaltet das Zero Stuffing des ursprünglichen Sample Streams, um die Abtastrate zu erhöhen.
Andere Implementierungen können die zusätzlichen Abtastwerte erzeugen, indem sie eine gewichtete Mittelwertbildung der Abtastwerte in der ursprünglichen Rate vornehmen. In fast allen Fällen beinhaltet der Upsampling-Prozess auch einen Interpolationsfilter, um die Bilder des Originalsignals zu entfernen. Der Analysefilter sitzt vor dem Analog-Digital-Umsetzer und isoliert das Signal, bevor es abgetastet wird. Das Oversampling wird am Analog-Digital-Umsetzer durchgeführt und dann wird das Signal an die digitale Verarbeitungskette gesendet, die die Filterung und alle Operationen der digitalen Signalverarbeitung durchführt. Der Upsampler sitzt irgendwo zwischen digitaler Signalverarbeitung und Filterung. Genau wie der Analog-Digital-Umsetzer übersampelt auch der Digital-Analog-Umsetzer das Signal.
In der Praxis wird Überabtastung implementiert, um die Kosten zu reduzieren und die Leistung eines Analog-Digital-Umsetzers oder Digital-Analog-Umsetzers zu verbessern. Bei einer Überabtastung um den Faktor {\displaystyle n} erhöht sich auch der Dynamikbereich um den Faktor {\displaystyle n}, da es {\displaystyle n}-mal so viele mögliche Werte für die Summe gibt. Das Signal-Rausch-Verhältnis erhöht sich jedoch um {\displaystyle {\sqrt {n}}}, weil das Aufsummieren von unkorreliertem Rauschen seine Amplitude um {\displaystyle {\sqrt {n}}} erhöht, während das Aufsummieren eines kohärenten Signals seinen Mittelwert um {\displaystyle n} erhöht.
Um zum Beispiel einen 24-Bit-Wandler zu implementieren, reicht es aus, einen 20-Bit-Wandler zu verwenden, der mit dem 256-fachen der Zielabtastrate arbeiten kann. Durch die Kombination von 256 aufeinanderfolgenden 20-Bit-Samples kann das Signal-Rausch-Verhältnis um den Faktor 16 erhöht werden, wodurch die Auflösung effektiv um 4 Bit erhöht und ein einzelnes Sample mit 24-Bit-Auflösung erzeugt wird. Die Anzahl von Abtastwerten, die erforderlich ist, um {\displaystyle n} Bits mit zusätzlicher Datenpräzision zu erhalten, beträgt {\displaystyle (2^{n})^{2}=2^{2\cdot n}=4^{n}}. Um den mittleren Abtastwert mit {\displaystyle n} zusätzlichen Bits auf eine ganze Zahl hochskalieren zu lassen, wird die Summe von {\displaystyle 2^{2\cdot n}} Abtastwerten {\displaystyle x_{i}} durch {\displaystyle n} geteilt:
{\displaystyle {\frac {\sum \limits _{i=0}^{2^{2\cdot n}-1}2^{n}\cdot x_{i}}{2^{2\cdot n}}}={\frac {\sum \limits _{i=0}^{2^{2\cdot n}-1}x_{i}}{2^{n}}}}
Diese Mittelwertbildung ist nur wirksam, wenn das Signal ausreichend unkorreliertes Rauschen enthält, um vom Analog-Digital-Umsetzer aufgezeichnet zu werden. Wenn nicht, hätten bei einem stationären Eingangssignal alle {\displaystyle 2^{2\cdot n}} Abtastwerte den gleichen Wert und der resultierende Mittelwert wäre mit diesem Wert identisch. In diesem Fall hätte Überabtastung also keine Verbesserung gebracht. In ähnlichen Fällen, in denen der Analog-Digital-Umsetzer kein Rauschen aufzeichnet und sich das Eingangssignal im Laufe der Zeit ändert, verbessert Überabtastung das Ergebnis, jedoch in einem inkonsistenten und unvorhersehbaren Ausmaß.
Das Hinzufügen von Dithering zum Eingangssignal kann das Endergebnis sogar verbessern, weil das Dithering Überabtastung ermöglicht, um die Auflösung zu verbessern. In vielen praktischen Anwendungen ist eine kleine Erhöhung des Rauschens eine erhebliche Erhöhung der Messauflösung wert. In der Praxis kann das Dithering oft außerhalb des für die Messung interessanten Frequenzbereichs platziert werden, so dass dieses Rauschen anschließend im digitalen Bereich herausgefiltert werden kann, was zu höherer Auflösung und geringerem Rauschen im interessierenden Frequenzbereich führt.

## Nutzung von Überabtastung beim Digital-Analog-Umsetzen

Oversampling mit f_{s} um im genutzten gelben Frequenzbereich das SNR zu verbessern

Überabtastung wird bei der Digital-Analog-Umsetzung genutzt, um
- Frequenzen oberhalb der halben Zielabtastfrequenz zu entfernen,
  - um Übersteuerungen nachfolgender Verarbeitungsstufen durch Störsignale zu vermeiden,
  - um Störsignale durch Intermodulation dieser außerhalb des Übertragungsbandes liegenden Störsignale zu vermeiden, die bei schmalbandigen Signalen (beispielsweise Telefonen) hörbare nichtharmonische Verzerrungen darstellen,
- den Signal-Rausch-Abstand (SNR) und die Linearität von Digital-Analog-Umsetzern zu verbessern. Diese Eigenschaft ist bei Sigma-Delta-Wandlern notwendig und wird auch als Rauschformung (englisch Noise Shaping) bezeichnet. In nebenstehender Darstellung ist die Rauschformung für verschiedene Sigma-Delta-Wandler mit Ordnung 1 bis 3 skizziert. Dabei wird durch die Überabtastung, welche durch den hellblauen Balken bis zur Frequenz fs dargestellt ist, im gelb eingezeichneten Nutzfrequenzbereich der Signal-Rauschabstand verbessert und das Rauschen in höhere Frequenzanteile verschoben. Diese oberen Frequenzbereiche mit verstärkten Rauschen können in Folge, da sie keine Information tragen, durch einen anschließenden Tiefpassfilter ausgefiltert werden und die Überabtastung durch eine Abtastratenkonvertierung auf f0

Die Überabtastung geschieht durch eine Abtastratenkonvertierung von der gegebenen Quellabtastfrequenz auf die gewünschte Zielabtastfrequenz, die meistens frei wählbar ist und geeignet gewählt werden kann. Üblicherweise wird auf ein Vielfaches der Quellabtastfrequenz hochgerechnet, wobei der Faktor meistens eine Zweierpotenz ist.
Bekannt wurde die Überabtastung im digitalen Bereich durch die Oversampling-Angabe bei den frühen CD-Spielern. Die Angabe war ein Verkaufsargument, das später seine Bedeutung verlor. Technisch wird dabei die Überabtastung nach der Lesefehlerkorrektur und vor dem Digitalfilter in den Datenstrom digitaler Audiodaten eingefügt, indem die ankommenden Datensätze um den Oversampling-Faktor vervielfältigt werden, bevor sie dem Digitalfilter zur Berechnung dienen. Der um den Faktor größer und schneller ausgelegte Digitalfilter, erzeugt eine um den Faktor erhöhte Anzahl Berechnungsergebnisse, die um den Faktor schneller zum angepassten Digital-Analog-Umsetzer gesendet, dort umgesetzt und an einen unaufwendigen Analogfilter ausgegeben werden. Neuere Entwicklungen kombinieren zum Überabtastungsfilter eine Upsampling-Schaltung, durch die noch einfachere Analogfilter möglich sind.

## Nutzung von Überabtastung bei Analog-Digital-Umsetzern
Überabtastung wird bei der Analog-Digital-Umsetzung genutzt, um
- Frequenzen oberhalb der halben Zielabtastfrequenz zu entfernen (teilweise Verlagerung der Filterung vom Analog- in den (einfacher zu handhabenden) Digital-Bereich)
  - um irreparable Aliasingfehler im Zielsignal zu vermeiden
- Den Signal-Rauschabstand und die Linearität von Analog-Digital-Umsetzern zu verbessern
  - Diese Eigenschaft ist bei Sigma-Delta-Umsetzern notwendig

In der Praxis wird ein Signal, das eine Nutzbandbreite von {\displaystyle \alpha f_{s}} mit typischerweise {\displaystyle 0{,}3\leq \alpha \leq 0{,}48} hat, mit {\displaystyle n\cdot f_{s}} statt mit {\displaystyle f_{s}} abgetastet. Das notwendige analoge Antialiasing-Filter hat dann statt
eines Übergangsbereichs von {\displaystyle \alpha \cdot f_{s}\ldots (1-\alpha )\cdot f_{s}} den größeren Übergangsbereich  von {\displaystyle \alpha \cdot f_{s}\ldots (n-\alpha )\cdot f_{s}}, was sich wesentlich einfacher realisieren lässt.

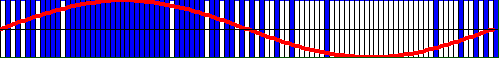
Eingangs-Audiosignal mit 1,76 kHz (rote Linie) wird mittels Pulsdichtemodulation zu einem 1-Bit-Datenstrom digitalisiert (Kästchen, blau=1, weiß=0) unter Anwendung der Zielabtastfrequenz 176,4 kHz, entsprechend der Quellabtastfrequenz 44,1 kHz mit 4-facher Überabtastung.

Die Überabtastung geschieht durch eine Abtastratenkonvertierung von der meistens frei wählbaren Quellabtastfrequenz auf die gewünschte Zielabtastfrequenz. Dieses geschieht durch eine Tiefpassfilterung mit anschließender Dezimierung der Abtaststellen.

## Praxis
In der Praxis werden beim Oversampling ganzzahlige Frequenzverhältnisse, vorzugsweise Zweierpotenzen verwendet.
Das reduziert den Rechenaufwand. Bei Oversampling höherer Ordnung {\displaystyle (k\geq 8)} wird häufig die notwendige Abtastratenkonvertierung mehrstufig durchgeführt.
Höhere Abtastraten werden hierbei dadurch erreicht, dass im Frequenzbereich die Summen- und Differenzbänder bei ungeradzahligen Vielfachen der Abtastfrequenz entfernt werden. Dadurch treten im Zeitbereich doppelt so viele Abtastwerte auf, die Abtastrate ist also verdoppelt. Dieses Verfahren nennt man Zweifach-Oversampling. Bei Vierfach-Oversampling werden die Summen- und Differenzbänder auch bei geradzahligen Vielfachen, außer bei 4*n, der Abtastfrequenz entfernt.
Entsprechend der Bedingung des Nyquist-Shannon-Abtasttheorems muss die Abtastrate über dem Doppelten der höchsten vorkommenden Signalfrequenz liegen, um eine fehlerfreie Rekonstruktion zu erlauben. Das Theorem setzt ideale Antialias- und Rekonstruktionsfilter voraus.
In der Praxis sind hierzu Filter nötig, die eine hohe Flankensteilheit und eine hohe Dämpfung haben (z. B. muss bei einem CD-Player das Filter zwischen 20 kHz und 22,05 kHz um ca. 100 dB fallen). Mit analoger Technik sind Filter mit solchen Anforderungen technisch äußerst aufwendig und teuer. Oversampling erlaubt es hingegen, die Filterung vom analogen in den digitalen Bereich zu verschieben. Die Filterung erfolgt mit einem Digitalfilter, am Ausgang ist dann nur noch ein sehr einfaches analoges Filter notwendig.
Oversampling führt nicht zu höheren Datenraten und höherem Speicherplatzverbrauch. Dieses Verfahren findet beim Auslesen und nicht beim Schreiben von Daten Anwendung. Ein Nebeneffekt ist, dass durch Oversampling der Störabstand, beispielsweise bei CD-Wiedergabe, verbessert wird. Die Rauschleistung wird durch Überabtastung gleichmäßig auf ein größeres Frequenzintervall verteilt.

## Hinweis
Häufig wird Antialiasing auch falsch als Oversampling bezeichnet.